# Comuna Șvaikivka, Berdîciv
Șvaikivka (în ucraineană Швайківська сільська рада) este o comună în raionul Berdîciv, regiunea Jîtomîr, Ucraina, formată din satele Katerînivka și Șvaikivka (reședința).

## Demografie
Componența lingvistică a satului Șvaikivka
     Ucraineană (99,05%)
     Alte limbi (0,95%)
Conform recensământului din 2001, majoritatea populației satului Șvaikivka era vorbitoare de ucraineană (99,05%), existând în minoritate și vorbitori de alte limbi.